# Communauté de communes du Val de Sully
La communauté de communes du Val de Sully est une structure intercommunale française, située dans le département du Loiret en région Centre-Val de Loire.
Elle a été créée le 1er janvier 2017 et est issue de la fusion des communautés de communes  du Sullias et de Val d'Or et Forêt, ainsi que du rattachement de la commune de Vannes-sur-Cosson.

## Histoire
Dans une perspective de renforcement des intercommunalités, la loi du 7 août 2015 portant nouvelle organisation territoriale de la République, dite loi NOTRe , augmente le seuil démographique minimal de 5 000 à 15 000 habitants, sauf exceptions. Le Schéma départemental de coopération intercommunale du Loiret est arrêté sur ces bases le 30 mars 2016 et prévoit la des communautés de communes  du communauté de communes du Sullias et de Val d'Or et Forêt, ainsi que du rattachement de la commune de Vannes-sur-Cosson.
La communauté de communes est créée par arrêté préfectoral du 23 septembre 2016 avec effet au 1er janvier 2017.

## Géographie

### Géographie physique
Située au sud du département du Loiret, la communauté de communes du Val de Sully regroupe 19 communes et présente une superficie de 590,3 km2.

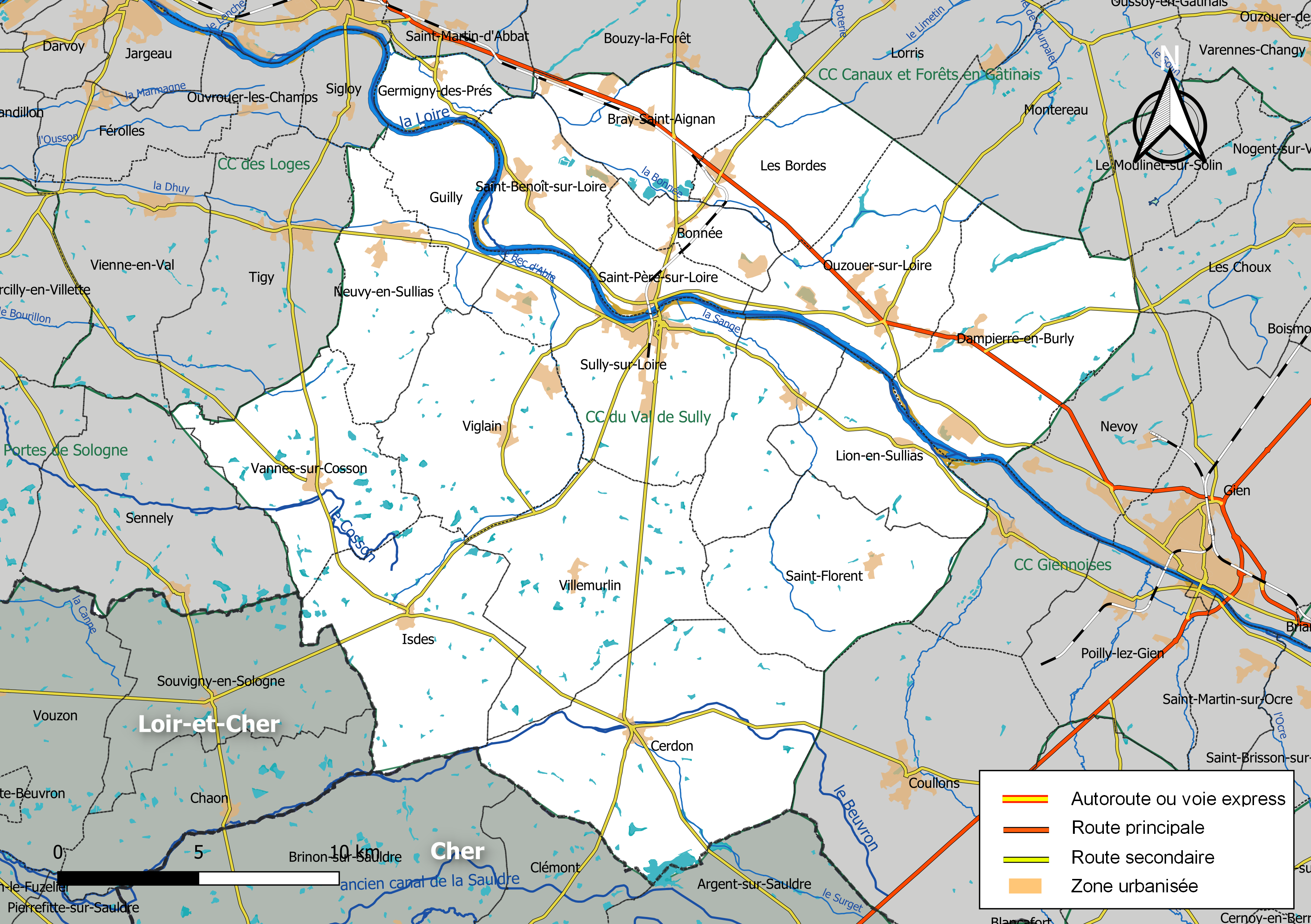
Carte de la communauté de communes du Val de Sully au 1er janvier 2019.

### Composition

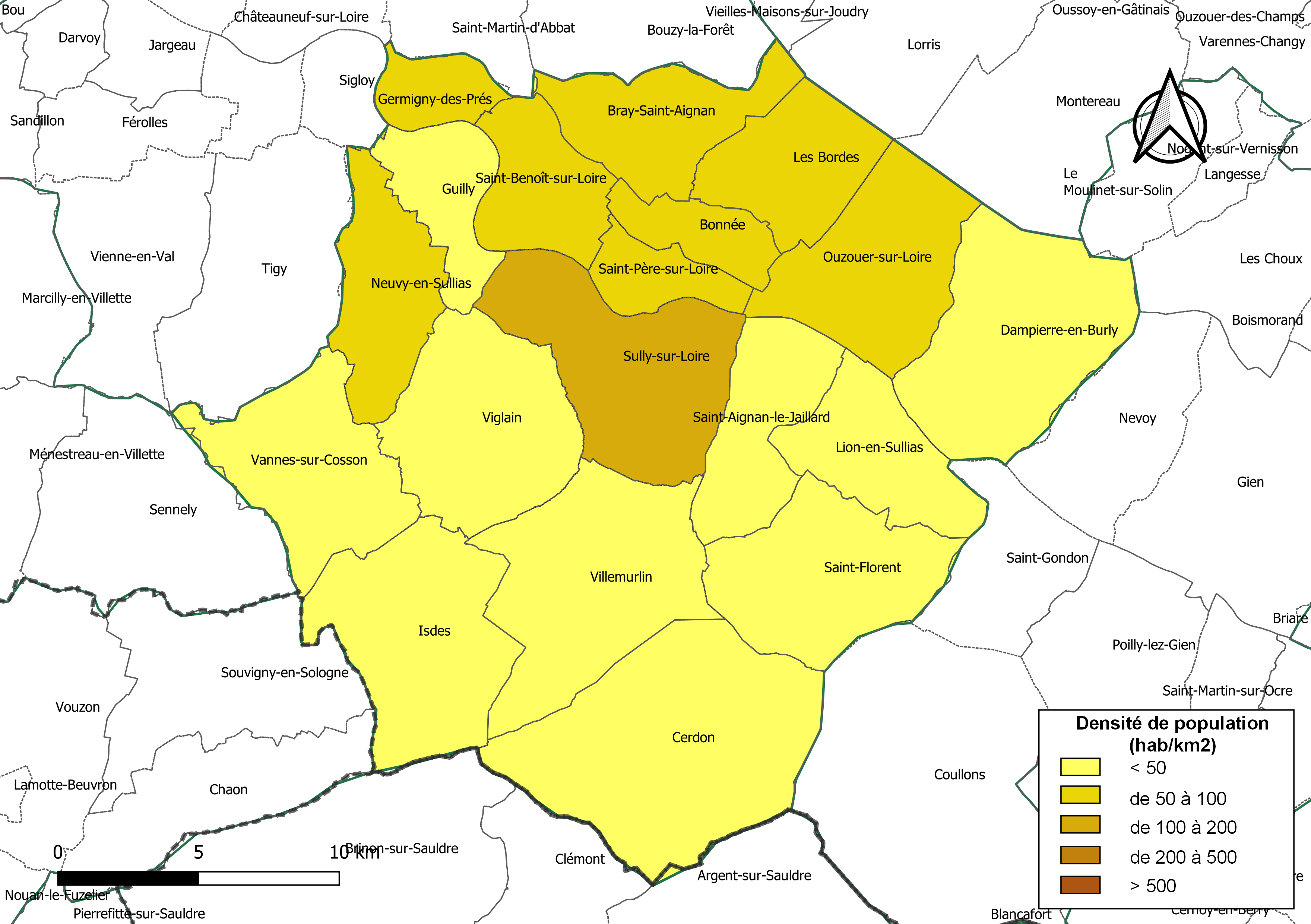
Carte des densités de population (millésimée 2016) des communes de la communauté de communes du Val de Sully. Composition en communes au 1er janvier 2019.

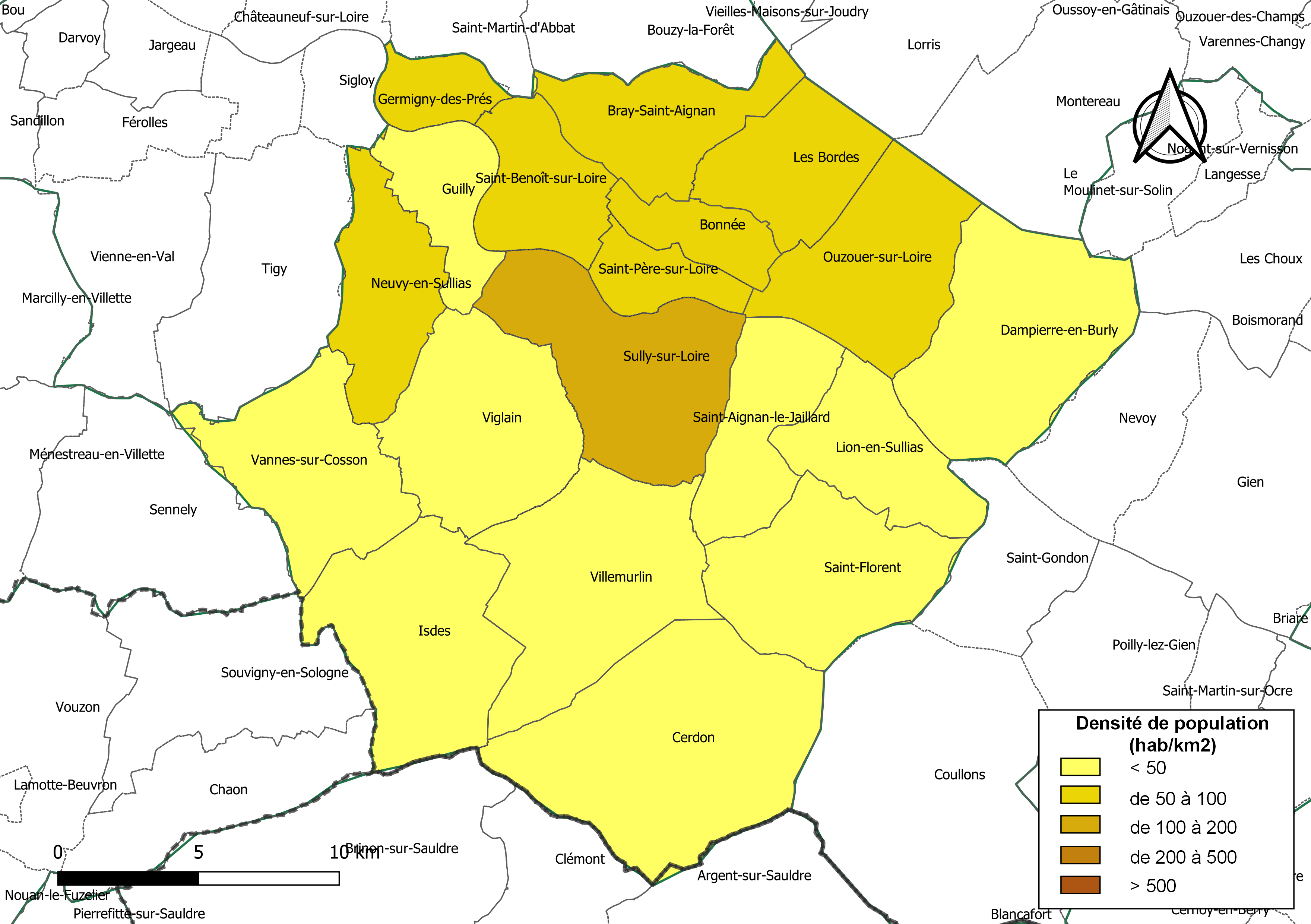
Carte des densités de population (millésimée 2016) des communes de la communauté de communes du Val de Sully. Composition en communes au 1er janvier 2019.

En 2017, le périmètre de la communauté de communes couvre le territoire de 19 communes. La population municipale 2021 est de 24 156 habitants et sa densité de 41 habitants/km2.
La communauté de communes est composée des 19 communes suivantes :

| Nom                      | Code Insee | Gentilé          | Superficie (km2) | Population (dernière pop. légale) | Densité (hab./km2) |
| ------------------------ | ---------- | ---------------- | ---------------- | --------------------------------- | ------------------ |
| Bonnée (siège)           | 45039      | Bonnéens         | 11,61            | 698 (2022)                        | 60                 |
| Les Bordes               | 45042      | Bordiers         | 24,02            | 1 846 (2022)                      | 77                 |
| Bray-Saint-Aignan        | 45051      |                  | 26,16            | 1 774 (2022)                      | 68                 |
| Cerdon                   | 45063      | Cerdonnais       | 67,07            | 895 (2022)                        | 13                 |
| Dampierre-en-Burly       | 45122      | Dampierrois      | 47,44            | 1 454 (2022)                      | 31                 |
| Germigny-des-Prés        | 45153      | Germignons       | 9,78             | 700 (2022)                        | 72                 |
| Guilly                   | 45164      | Guillylois       | 17,03            | 667 (2022)                        | 39                 |
| Isdes                    | 45171      | Isdois           | 43,89            | 531 (2022)                        | 12                 |
| Lion-en-Sullias          | 45184      | Lugduniens       | 24,49            | 386 (2022)                        | 16                 |
| Neuvy-en-Sullias         | 45226      | Neuvysulliens    | 25,28            | 1 365 (2022)                      | 54                 |
| Ouzouer-sur-Loire        | 45244      | Oratoriens       | 34,27            | 2 560 (2022)                      | 75                 |
| Saint-Aignan-le-Jaillard | 45268      | Saint-Aignanais  | 24,31            | 602 (2022)                        | 25                 |
| Saint-Benoît-sur-Loire   | 45270      | Bénédictins      | 18,27            | 1 993 (2022)                      | 109                |
| Saint-Florent            | 45277      | Saint-Florentais | 37,78            | 445 (2022)                        | 12                 |
| Saint-Père-sur-Loire     | 45297      | Saint-Pérois     | 10,69            | 1 030 (2022)                      | 96                 |
| Sully-sur-Loire          | 45315      | Sullylois        | 43,6             | 5 142 (2022)                      | 118                |
| Vannes-sur-Cosson        | 45331      | Vannois          | 35,65            | 602 (2022)                        | 17                 |
| Viglain                  | 45336      | Viglainois       | 39,99            | 854 (2022)                        | 21                 |
| Villemurlin              | 45340      | Villemurlinois   | 48,95            | 537 (2022)                        | 11                 |

## Démographie
| 1968   | 1975   | 1982   | 1990   | 1999   | 2010   | 2015   | 2021   |
| ------ | ------ | ------ | ------ | ------ | ------ | ------ | ------ |
| 15 911 | 17 722 | 20 392 | 21 340 | 22 597 | 24 454 | 24 689 | 24 156 |

## Administration

### Conseil communautaire
Le nombre et la répartition des sièges au sein de l’organe délibérant de la communauté de communes du Val de Sully est arrêté selon les modalités prévues aux II et III de l'article L 5211-6-1 du CGCT. Ainsi le conseil communautaire compte x sièges répartis en fonction du nombre d'habitants de chaque commune.

### Présidence
| Période | Période  | Identité         | Étiquette | Qualité              |
| ------- | -------- | ---------------- | --------- | -------------------- |
|         | 2020     | Nicole Lepeltier |           | Maire de Villemurlin |
| 2020    | En cours | Gérard Boudier   |           | Maire des Bordes     |

## Compétences
La loi Notre prévoit le transfert de nouvelles compétences aux communautés de communes et aux communautés d’agglomération selon un calendrier échelonné.

### Compétences obligatoires
- Promotion du tourisme, dont la création d’offices de tourisme (au sein du groupe de compétence « développement économique ») : 1er janvier 2017
- Collecte et traitement des déchets : 1er janvier 2017
- Entretien et gestion des aires d’accueil des gens du voyage : 1er janvier 2017
- Gestion des milieux aquatiques et protection contre les inondations (GEMAPI) : 1er janvier 2018
- Eau : 1er janvier 2020
- Assainissement : 1er janvier 2020

### Compétences optionnelles et facultatives
La lecture combinée des articles 64 et 68 ajoute :
- les compétences « création et gestion de maisons de service au public » et « eau » sur la liste des compétences optionnelles des communautés de communes à compter respectivement du 1er janvier 2017 et du 1er janvier 2018 pour les communautés de communes existantes.
- la compétence « Création de maisons de service au public » sur la liste des compétences optionnelles des communautés d’agglomération à compter du 1er janvier 2017.

En cas de fusion d’EPCI, le nouvel EPCI exerce l’ensemble des compétences exercées auparavant par les EPCI fusionnés (niveau d’intégration le plus élevé). Toutefois, et jusqu’à une délibération de l’EPCI dans le délai d’un an s’agissant des compétences optionnelles et dans le délai de deux ans s’agissant des compétences facultatives, l’EPCI fusionné  n’exerce les compétences optionnelles ou facultatives que sur les anciens périmètres où elles étaient exercées.